# Primera batalla de Algeciras
Para batallas similares, ver Batalla de Algeciras.
La Primera Batalla de Algeciras fue una batalla naval que tuvo lugar el 6 de julio de 1801 —17 Mesidor y IX del Calendario republicano francés— entre un escuadrón de  navíos de línea de la Royal Navy británica y un escuadrón de la Armada francesa más pequeño anclado en el puerto español fortificado de Algeciras en el estrecho de Gibraltar. Los británicos superaban en número a sus oponentes, pero la posición francesa estaba protegida por las baterías españolas y los complicados bancos que ocultaban la entrada a la bahía de Algeciras. El escuadrón francés, bajo el mando del contra-almirante Charles Linois, se había detenido en Algeciras de camino a la mayor base naval española en Cádiz, donde formaron una flota combinada francesa y española para las operaciones contra Gran Bretaña y sus aliados en las  Guerras de la Revolución Francesa. Los británicos, bajo el mando del contralmirante Sir James Saumarez, intentaron eliminar al escuadrón francés antes de que pudiera llegar a Cádiz y formar una fuerza lo suficientemente poderosa como para abrumar a Saumarez y lanzar ataques contra las fuerzas británicas en el Mar Mediterráneo.
Navegando directamente desde su estación de bloqueo frente a Cádiz, el escuadrón de Saumarez consistía en seis barcos de línea, el doble en número que la flota bajo el mando de Linois. Al descubrir a los franceses anclados en Algeciras en la mañana del 6 de julio, Saumarez lanzó un ataque inmediato al anclaje a través de los complicados bancos de la Bahía de Algeciras. Aunque el ataque inicial causó graves daños a los barcos franceses, los vientos ligeros y las aguas poco profundas llevaron al barco británico HMS Hannibal a zona bajo fuego intenso, mientras que los barcos franceses fueron conducidos a tierra para evitar su captura. Con sus intenciones frustradas, Saumarez ordenó a su escuadrón que se retirara, cinco de sus barcos salieron de la bahía mientras el maltratado Hannibal quedó atrapado. Aislado e incapaz de maniobrar, el capitán Solomon Ferris del Hannibal soportó el fuego enemigo durante otra media hora antes de entregar su nave.
Ambas partes sufrieron graves daños y bajas, pero también eran conscientes de que la batalla se reincorporaría inevitablemente, por lo que las consecuencias de la derrota británica fueron una de las frenéticas actividades en Gibraltar, Algeciras y Cádiz. Mientras los escuadrones británico y francés realizaron reparaciones apresuradas, la flota francesa y española en Cádiz se preparó para una misión de rescate, un escuadrón pesado que llegó a Algeciras el 12 de julio. Cuando el escuadrón partió con el escuadrón de Linois, fue atacado de nuevo por el escuadrón de Saumarez en la Segunda Batalla de Algeciras y capturado en la noche por barcos más rápidos y más maniobrables, lo que provocó que los británicos infligieran grandes pérdidas en la retaguardia española, pero fallaron por segunda vez para destruir el escuadrón francés.

## Antecedentes

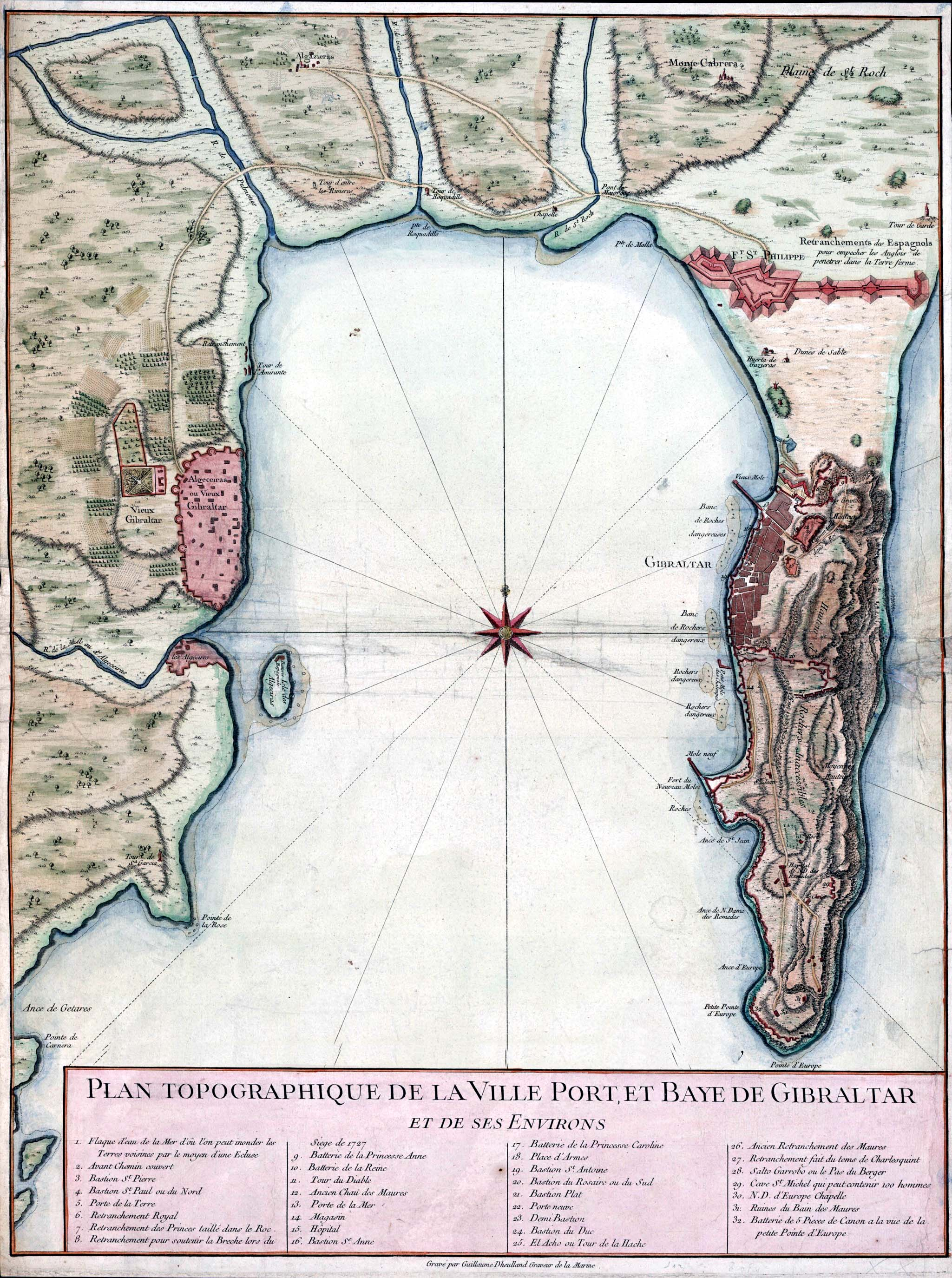
Mapa de la Bahía de Algeciras, c. 1750, que muestra Algeciras (izquierda) y Gibraltar; hay aproximadamente 10 km (5,4 millas náuticas; 6,2 millas) de agua abierta entre ellas.

El 1 de agosto de 1798, la flota mediterránea francesa fue destruida casi por completo en la batalla del Nilo en la bahía de Aboukir, cerca de Egipto. Como resultado, la Royal Navy británica se hizo dominante en el mar Mediterráneo e impuso bloqueos en los puertos franceses y españoles de la región, incluidas las importantes bases navales de Toulon y Cádiz. Para 1801, los británicos estaban planeando una operación a gran escala para invadir y recuperar Egipto de los franceses, y el primer cónsul Napoleón Bonaparte, hizo planes para restaurar la flota mediterránea y reforzar la guarnición antes de que tuviera lugar la invasión. Con este fin, se envió un escuadrón a Egipto desde los puertos del Atlántico francés y se llegó a un acuerdo con la Armada española para suministrar a la  francesa seis barcos de línea desde su reserva en Cádiz. El escuadrón nunca llegó a Egipto, se desvió a Toulon bajo la presión británica y se separó; los buques más marineros hicieron un vano intento de llegar a Egipto más tarde,  en ese mismo año, mientras que el resto se quedó en Toulon.
En junio de 1801, un escuadrón de tres barcos de línea que había sido separado del escuadrón egipcio partió de Toulon hacia Cádiz bajo el mando del contralmirante Charles Linois. Las órdenes del escuadrón a Linois eran unirse a la flota francesa y española en Cádiz y tomar posesión de los buques prometidos. Desde allí, la flota combinada, reforzada por 1500 soldados franceses bajo el mando del general Pierre Devaux en los barcos de Linois, podría lanzar operaciones importantes contra las fuerzas británicas o las de sus aliados. Se sugirieron ataques contra Egipto y Lisboa, aunque ninguno afirma que el plan se había elaborado para cualquiera de los dos. Capaz de dejar Toulon sin resistencia ante la ausencia del escuadrón de bloqueo británico, Linois pasó a lo largo de la costa mediterránea española sin ser interceptado, pasando el puerto británico fortificado de Gibraltar el 3 de julio. Allí, el capitán lord Cochrane informó a Linois, capturado en su bergantín HMS Speedy el 4 de julio, que un poderoso escuadrón de siete barcos británicos de línea estaba estacionado frente a Cádiz bajo el mando del contralmirante Sir James Saumarez. Al escuchar esta noticia, Linois pospuso el plan para llegar a la base naval española y ancló en Algeciras, una ciudad costera bien fortificada en la bahía de Algeciras, a la vista de Gibraltar.
En Gibraltar, el único barco en el puerto era el pequeño HMS Calpe, bajo el mando del capitán George Dundas, quien al ver al escuadrón francés envió un mensaje a Saumarez desde Cádiz. El mensaje llegó el 5 de julio, llevado por el teniente Richard Janvrin en un pequeño bote. El almirante, un veterano de la batalla del Nilo,  reunió inmediatamente sus barcos y navegó hacia el este para investigar el asunto. Tenía solo seis barcos de línea y uno de ellos, el HMS Superb bajo el mando del capitán Richard Goodwin Keats, estaba en servicio separado en la desembocadura del río Guadalquivir junto al bergantín HMS Pasley. Saumarez envió mensajes a la fragata HMS Thames recordando a Keats que siguiera a Saumarez hacia Algeciras, y estuvo a la vista de la nave, en el horizonte, del almirante al amanecer del 6 de julio. Sin embargo, después de escuchar un informe inexacto de un barco mercante estadounidense que Linois ya había zarpado desde Algeciras, Keats razonó que los franceses habrían girado hacia el este, hacia Toulon y, por lo tanto, sería demasiado tarde para atraparlos. Por lo tanto, resolvió regresar a su posición observando a los españoles en Cádiz, reteniendo al Pasley y al Thames.
Mientras Saumarez navegaba hacia el este, hacia Algeciras, contra el viento, las ya fuertes defensas en Algeciras se aumentaron para encontrarlo por lo que  Linois trazó sus barcos en una línea de batalla a través del puerto, con el buque insignia Formidable en el extremo norte, seguido de Desaix y con el  Indomptable hacia el sur, los barcos se separaron unas 500 yardas (460 m) uno del otro. La fragata Muiron estaba estacionada en aguas poco profundas al sur de Indomptable. La posición francesa se vio reforzada por la presencia de once grandes cañoneras españolas en el extremo norte del puerto, que también fueron pasadas por alto por las fortificaciones de la «Batería de San Iago» y la «Torre de Almirante». La aproximación al sur del puerto estaba cubierta por tres cañoneras y baterías en «Fuerte Santa Garcia» y «Torre de la Vila Vega» en la orilla y la isla fortificada de  Isla Verde, instalación militar diseñada por el ingeniero Juan de Subreville y construida en 1734 en la Isla Verde frente a la Villa Vieja de Algeciras y la desembocadura del río de la Miel que montaba siete cañones pesados y que se encontraba entre el Indomptable y el Muiron. Les ofrecieron futuros apoyos que podían  desembarcar en el fondeadero y, lo que es más importante, la geografía de la bahía, que estaba salpicada de complicados bancos y rocas, dificultaban la navegación para los navegantes que desconocían estas aguas.

## La batalla

### El ataque de Saumarez
Retrasado durante el 5 de julio por vientos contrarios, el escuadrón de Saumarez no llegó a Algeciras hasta las 7:00 del 6 de julio; el almirante británico decidió desembarcar inmediatamente al escuadrón francés y emitió órdenes para que sus barcos lanzaran sus pequeños botes «listos para actuar cuando sea necesario.» Miles de espectadores se alinearon tanto en la costa española como en Gibraltar con anticipación a la batalla que preveían venir en corto plazo. Se dieron órdenes para que el HMS Venerable del capitán Samuel Hood liderara el ataque como el oficial con más experiencia en estas aguas, y su embarcación fue la primera en penetrar en la bahía alrededor de Cabrita Point. Sin embargo, una vez en la bahía, el viento cayó y Hood se calmó. Como resultado, los primeros disparos del compromiso se dispararon desde una batería en Punta Cabrita al HMS Pompee bajo las órdenes del capitán Charles Stirling, que entró en la bahía a las 07:50, seguido de cerca por el HMS Audacious bajo el mando del capitán Shuldham Peard. Al ver al escuadrón británico, Linois dio órdenes para que los barcos franceses se hundieran en las aguas poco profundas a lo largo de la costa, y muchos marineros y soldados a bordo fueron enviados para ayudar a las baterías españolas alrededor de la bahía. Los barcos franceses se unieron al fuego tan pronto como el Pompee y el Audacious estuvieron a su alcance; primero el Muiron y luego los barcos de  línea que atacaban a los buques británicos que se acercaban.
Saumarez y el resto del escuadrón británico estaban a 3 millas náuticas, unos 5,6 km,  por detrás de los barcos principales, pero Stirling siguió adelante con el ataque, pasó cerca de la Isla Verde a las 08:30 y se enfrentó a cada uno de los barcos franceses hasta el anclaje del Formidable a las 08:45 y abrió fuego desde corta distancia. El Venerable y el Audacious sufrieron de vientos ligeros más lejos en la bahía y no fue hasta las 08:50 que pudieron entrar a la acción, el Venerable disparando al Desaix y el Formidable y el Audacious sobre el Indomptable, aunque, contrariamente a las órdenes de Saumarez, ambos anclaron a larga distancia. Los franceses y los españoles respondieron con cañonazos pesados contra los barcos anclados con lo que el enfrentamiento duró media hora hasta que el Formidable dejó de disparar temporalmente y comenzó a virar lentamente hacia la costa. De repente, el Pompeyo fue atrapado por una corriente de aire nuevo que hizo girar la nave de modo que su arco se enfrentaba costado del Formidable, aunque a cierta distancia, lo que permite a los franceses «disparar a rastrillo» a la nave británica que sólo podía responder con un puñado de los cañones hacia adelante. Dundas prestó asistencia en Calpe que llevó su pequeña embarcación a la orilla para hacer que las baterías españolas dispararan contra el escuadrón británico, y también atacó Muiron a corta distancia, sin embargo, la fragata no es lo suficientemente potente como para expulsar a su oponente más pequeño.

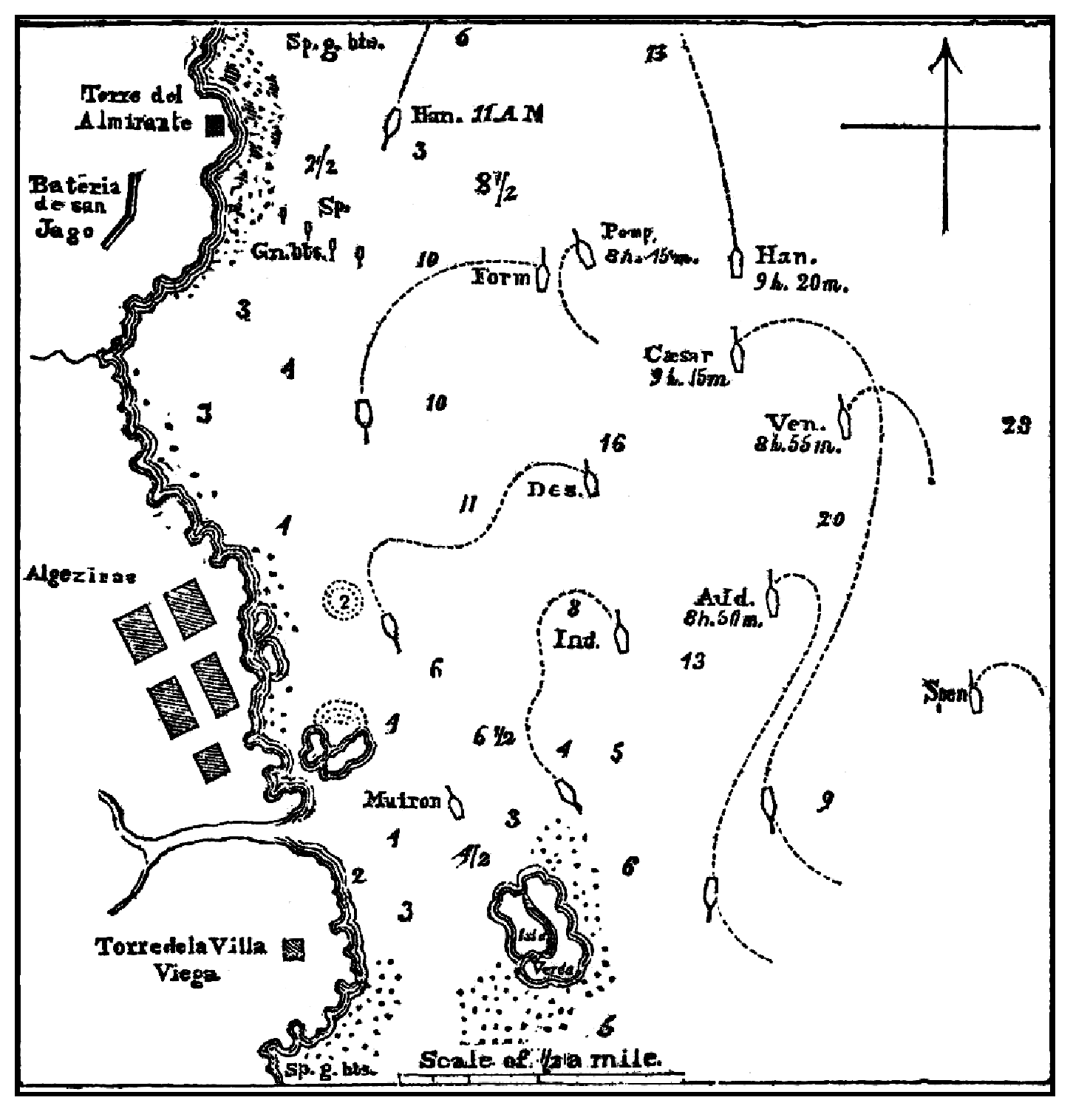
«Plan de la batalla» de la Historia naval de Gran Bretaña. Volumen III. William James. Londres 1837

A las 09:15 comenzó a llegar rezagada la parte trasera del escuadrón británico, liderada por el buque insignia HMS Caesar, que anclaba delante de Audacious y al costado del Venerable antes de abrir fuego contra el Desaix. A las 09:20, el HMS Hannibal, buque de tercera clase de 74 cañones en línea bajo el mando del capitán Solomon Ferris se unió a la acción, que estaba anclando delante del HMS Caesar. Esto dejó sólo al  HMS Spencer al mando del capitán Henry Darby desprotegido: el Spencer había quedado desprotegido al sur de Isla Verde y fue objeto de un intenso fuego de las baterías y torres, algunas de las cuales estaban disparando balas en caliente diseñadas para iniciar incendios en las maderas de la nave. El capitán Jahleel Brenton desde el Caesar le sugirió a Saumarez que si negociaba con los españoles podrían permitirle tomar los barcos franceses a cambio de un cese de la acción, pero Saumarez rechazó la idea como prematura. A las 10:12, cuando el Formidable se alejó de las aguas menos profundas de los barcos británicos atacantes, Saumarez envió órdenes al capitán Ferris del Hannibal para que maniobrara su barco más cerca de la costa para atacar al Formidable de manera más efectiva; concretamente se le dijo que «fuera a buscar al almirante francés». Ferris comenzó a navegar lentamente hacia el norte, utilizando los ligeros vientos para adelantarse al combate antes de virar hacia el Formidable. La maniobra fue inicialmente exitosa, pero a las 11:00, cuando pasaba por la «Torre de Almirante», Hannibal encalló en tierra. Desde esta posición, Ferris pudo dirigir parte de su costado hacia Formidable y el resto contra las defensas de la costa española, pero su barco quedó en una posición muy vulnerable frente al fuego desde la costa.
El Hannibal estaba ahora aislado en el extremo norte de la línea británica, bajo el fuego pesado del Formidable, así como las baterías y cañoneras de la costa española, y no podía maniobrar ni responder de manera efectiva. Ferris intentó notificar a Saumarez sobre la precaria posición de su barco, pero sus drizas de señales habían sido arrancadas por disparos en algún momento antes de que se pudiera organizar la asistencia. Se ordenó al resto del escuadrón que proporcionara los barcos de la nave para intentar arrastrar a Hannibal fuera del banco, pero el intento fracasó, y la pinaza del Caesar se hundió después de ser golpeada por una bala de cañón. En última instancia, el Hannibal quedó varado cuando desapareció la última brisa marina lo que impidió que cualquiera de los otros barcos británicos pudiera acudir en ayuda de Ferris. Sin embargo, hubo una ligera brisa terrestre del noroeste que inicialmente favoreció al escuadrón francés superado y maltratado y Linois ordenó de inmediato a sus barcos que cortaran sus cables de anclaje y usaran la brisa para maniobrar lentamente hacia posiciones defensivas más fuertes cerca de la costa. Su buque insignia Formidable completó con éxito la maniobra, pero ni el Indomptable ni el Desaix pudieron volver a tener el control a tiempo, y ambos encallaron, el Desaix directamente frente a Algeciras y el Indomptable al noreste de «Isla Verde» escorado hacia el mar.
Saumarez respondió cortando sus cables que le tenían unido al Caesar y evitó los inmóviles Audacious y Venerable, ocupando el lugar del Indomptable  y rastrillar repetidamente el barco varado. Audacious siguió al buque insignia a las 12:00, ocupando una nueva posición entre el Caesar y el Indomptable y abriendo fuego contra el asediado Indomptable. Tanto el Caesar como el Audacious estaban directamente expuestos al intenso fuego de «Isla Verde», las baterías allí y alrededor de la bahía ahora manejadas por marineros franceses que habían abandonado los barcos de línea que estaban en tierra. El Audacious había sido inmovilizado con el Desaix escorado y fuera del campo de fuego del barco mientras  que las barcazas del barco necesitaron un tiempo y esfuerzo considerables para lograr el giro necesario para enfrentarse al barco francés. El Spencer y el Venerable, a quienes se les ordenó unirse al ataque, no pudieron ocupar sus posiciones previstas debido a la ausencia de viento, el Venerable perdió su palo de mesana por un disparo francés mientras Hood intentaba usar su nave. Los mástiles y el aparejo del Venerable habían sido tan desgarrados en esta etapa de la batalla que Hood ya no podía maniobrar de manera efectiva con la brisa, aunque finalmente logró que su nave estuviera dentro del alcance de tiro.

### La retirada de Saumarez

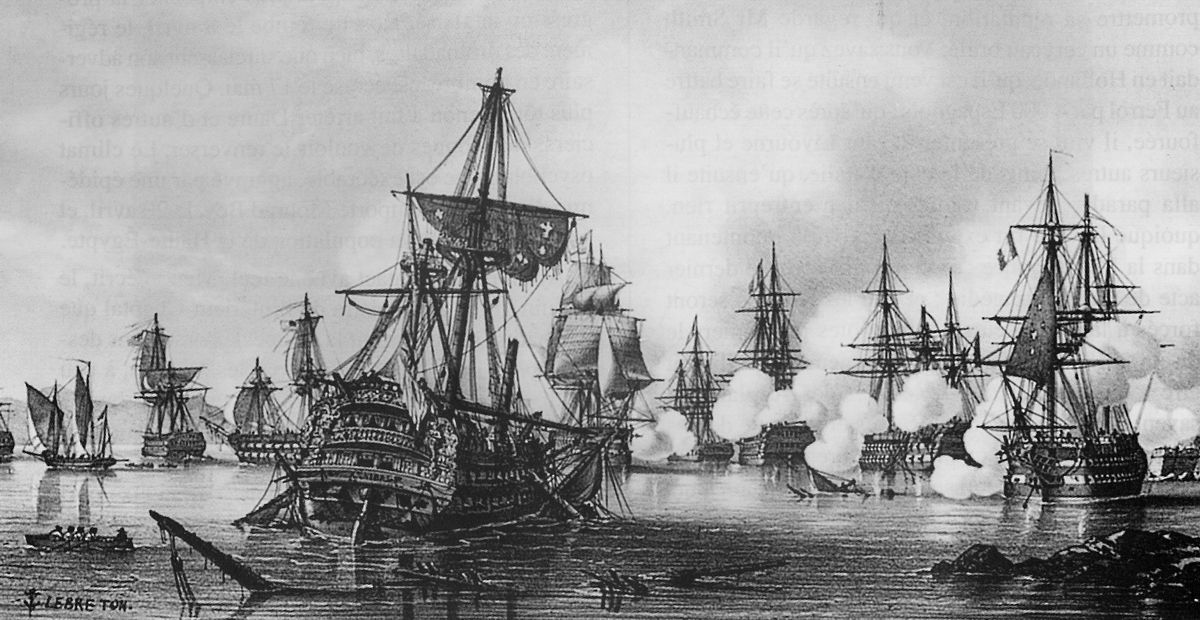
Victoria hispano-francesa de Algeciras, Louis Lebreton, 1866

Al norte de este enfrentamiento, Pompée y Hannibal estaban atrapados bajo el fuerte fuego del Formidable anclado y una serie de baterías y cañoneras españolas; ambas naves sufrieron graves daños sin poder responder de manera efectiva ya que sus costados principales ahora estaban lejos del enemigo. En Hannibal, la situación parecía desesperada: a medida que aumentaban las bajas, los mástiles principales y de mesana eran tiroteados y el barco permanecía firme e irremediablemente anclado a tierra. El Pompée estaba en una posición un poco mejor: el aparejo de Sterling estaba hecho jirones pero sus mástiles se mantenían y su nave estaba al menos a flote, aunque totalmente quieta. En cierto momento, las banderas del Pompée  se izaron en posición invertida, lo que llevó a las afirmaciones francesas de que el barco se había rendido, aunque fueron reemplazadas rápidamente en su posición inicial. A las 11:30, cuando ya no pudo contribuir a la batalla debido al estado de sus aparejos y más de 70 bajas, Saumarez ordenó al resto del escuadrón que enviara los botes restantes para remolcar al Pompée fuera de peligro, pero aunque los botes se encontraban bajo fuego intenso así lo hicieron, con un buen número de ellos hundidos.
El desvío de los barcos a Pompée impidió que Saumarez lanzara un asalto anfibio planeado contra Isla Verde con los marines del escuadrón y, con la brisa agitada, tanto Caesar como Audacious comenzaban a acercarse peligrosamente a los bancos de arena de la isla: si desembarcaban, luego compartirían el destino de Hannibal encontrándose directamente frente a las baterías de la isla.  Al observar el fracaso de su planeado ataque al escuadrón francés, Saumarez levantó la señal a las 13:35 para que sus barcos se retiraran a Gibraltar. El Pompée ya estaba en camino gracias a los barcos remolcadores, y Caesar y Audacious pudieron cortar sus anclas y salir sin fuerzas de la bahía con la ayuda de una brisa de tierra repentina que los llevó rápidamente fuera del alcance de los cañones franceses y españoles. A ellos se les unieron el Venerable y el Spencer y cuando se fueron, el escuadrón golpeado se retiró a Gibraltar y dejó el casco casi desarmado de Hannibal en tierra en el puerto de Algeciras.
El Hannibal, más de sesenta hombres murieron y el capitán Ferris ordenó a los supervivientes que se encontraban debajo de la cubierta que escaparan de lo peor del fuego cuando las armas combinadas de las fuerzas francesas y españolas apuntaron al último objetivo restante, iniciando varios incendios. A las 14:00, al ver que la resistencia continuada era inútil, había ordenado que se «golpearan los colores» y se había arriado la insignia del Hannibal. A continuación los soldados franceses y españoles irrumpieron en el barco, y el cirujano del Hannibal informó más tarde que varios hombres heridos fueron pisoteados hasta morir cuando los equipos de abordaje intentaron apagar los incendios. No se ha establecido si lo que siguió fue un malentendido a bordo de Hannibal o una estratagema deliberada de los franceses, pero la insignia del Hannibal se volvió a poner boca abajo, una señal internacional reconocida de peligro o rendición. El Capitán Dundas, que había presenciado toda la batalla desde Gibraltar, creía al ver la bandera que significaba que Ferris todavía estaba ocultando en el Hannibal y solicitando apoyo para salvar su barco maltratado o para que fuera evacuado antes de rendirse. Se enviaron barcos desde Gibraltar con carpinteros desde los astilleros para efectuar reparaciones en el Hannibal y Dundas tomó al HMS Calpe y regresó a la bahía para brindar asistencia, y fue atacado intensamente antes de retirarse cuando cometió su error, aunque no antes de que varios de los barcos hubieran sido capturados por los franceses cuando sus tripulaciones abordaban el Hannibal.

## Consecuencias
Ambas partes sufrieron grandes bajas y daños; los británicos tuvieron 121 muertos, 240 heridos y 11 desaparecidos, y se cree que los desaparecidos se ahogaron cuando sus barcos se hundían. Además de la pérdida del Hannibal, tanto el Pompée como el Caesar sufrieron graves daños, aunque tanto el Venerable y el Spencer solo sufrieron daños leves durante la batalla. Las bajas fueron abundantes en todo el escuadrón ya que el Hannibal sufrió más de 140 hombres muertos y heridos y el resto hecho prisionero, el Pompée más de 80 muertos y ninguno de los otros barcos menos de 30. Los franceses habían sufrido más bajas, con 161 muertos, incluidos los capitanes Moncousu y Lalonde y 324 heridos, incluido Devaux. Sin embargo, en su desglose de bajas francesas barco por barco, Musteen solo registra 161 muertos y 324 heridos. Los tres barcos franceses de línea resultaron dañados: Saumarez creía que los barcos franceses "no prestarían servicio" después de la batalla, aunque pronto se comprobó que estaban equivocados. Indomptable y Desaix resultaron particularmente dañados, aunque la fragata Muiron, que había permanecido en las aguas poco profundas del puerto de Algeciras, no sufrió daños. Según los informes, los españoles mataron a 11 hombres y un número no especificado resultaron heridos, y las bajas se produjeron en las fortalezas atacadas y en los cañoneros, cinco de los cuales fueron destruidos en la batalla. Las tripulaciones británicas descubrieron durante el enfrentamiento que su artillería se vio afectada por la falta de viento, gran parte de sus disparos sobrevolaron los barcos franceses y el pueblo de Algeciras, que sufrió daños considerables. Las autoridades españolas  acusaron más tarde a Saumarez de apuntar deliberadamente a la ciudad en su frustración por no poder capturar al escuadrón francés.
El 7 de julio, Saumarez envió al capitán Brenton a Algeciras con una bandera de tregua y se llevaron a cabo negociaciones con miras a devolver al capitán Ferris y sus oficiales al control británico bajo condiciones de libertad condicional. Después de una breve correspondencia entre Linois y Saumarez, esto fue acordado, y Ferris, sus oficiales, sus heridos y los oficiales tomados del HMS Speedy fueron enviados a Gibraltar. En agosto de 1801, Ferris y sus oficiales regresaron a Gran Bretaña, donde se llevó a cabo una práctica de corte marcial en el caso de una nave perdida por el enemigo. El contraalmirante John Holloway presidió la corte y el tribunal encontró que la conducta de Ferris durante la batalla fue ejemplar y fue absuelto de toda culpa por la pérdida de su nave. Al devolver su espada, Holloway comentó que Me siento seguro de que, si alguna vez tiene la oportunidad de desenvainarla nuevamente, se usará con la misma gloria con la que se mostró tan noble en la defensa de la nave de su majestad el Hannibal'.
La reacción inmediata tanto en Algeciras como en Gibraltar se dedicó a reparar los buques de guerra dañados: todos los involucrados asumieron que la continuación de la acción simplemente se había pospuesto y no se había concluido. En Gibraltar, Saumarez decidió abandonar temporalmente al Pompée y al Caesar y reasignar a sus tripulaciones para garantizar que el resto del escuadrón estuviera listo para la batalla. Esta decisión fue disputada por el capitán Brenton del Caesar , y al trabajar continuamente durante tres días, la tripulación de Caesar preparó con éxito su barco a tiempo para que Saumarez volviera a navegar. La prisa era necesaria porque Linois, mientras reparaba vigorosamente su propio escuadrón y preparaba al Hannibal capturado en el mar con «mástiles de jurado», había enviado un mensaje a Cádiz instando al vicealmirante  José de Mazarredo a enviar refuerzos antes de que Saumarez estuviera listo para atacar nuevamente. Instado por el contraalmirante francés  Pierre Dumanoir le Pelley, quien se encontraba en Cádiz para tomar la ocupación de los prometidos seis navíos de línea, Mazzaredo ordenó el vicealmirante  Juan Joaquín de Moreno para navegar con una fuerza formidable, que llegó de la Bahía de Algeciras el 9 de julio. El escuadrón franco-español fue seguido por Superb, que luego se unió a Saumarez en Gibraltar. En Algeciras, el escuadrón español se propuso recoger a Linois y al convoy de su escuadrón maltratado a Cádiz con cinco barcos de línea, incluidos dos barcos de primera clase de 112 cañones como escoltas. Hannibal resultó demasiado dañado para el viaje y estuvo anclado en el puerto de Algeciras, pero el resto de los escuadrones franceses y españoles navegaron hacia Cádiz el 12 de julio y fueron capturados esa noche por el escuadrón reparado de Saumarez en la Segunda Batalla de Algeciras. [35] La retaguardia española estaba abrumada, los barcos de 112 cañones se hundieron con más de 1700 vidas y otro barco fue capturado, pero la fuerza de Linois logró llegar a Cádiz a la mañana siguiente. Hannibal más tarde fue retirado de Algeciras por los franceses y comisionado como Annibal.
En Francia, la victoria fue motivo de celebración; Le Moniteur Universel declaró que "el combate cubre con gloria las armas francesas y muestra lo que son capaces de hacer". Linois fue proclamado un héroe nacional y recibió un «Sabre d'honneur» de Napoleón. La victoria francesa sobre una fuerza británica significativamente más fuerte fue un evento inusual en la guerra durante el cual la Royal Navy había dominado el mar. Saumarez representó públicamente la batalla como una victoria, declarando que había " logrado completamente [sic] haber inhabilitado los barcos del enemigo", aunque en privado reconoció la derrota. El historiador Richard Gardiner comentó que «los franceses bien entrenados y dirigidos habían luchado duro y hábilmente y una combinación de clima, suerte y apoyo en tierra les había dado la victoria contra una fuerza superior de la que habían capturado uno. Sin embargo, también es significativo que este raro contratiempo británico ocurrió cerca de la costa con todas las dificultades y el descaro que implicaba».